# (5520) Natori
(5520) Natori – planetoida z pasa głównego asteroid okrążająca Słońce w ciągu 5 lat i 73 dni w średniej odległości 3 j.a. Została odkryta 12 września 1990 roku w Oohira przez Takeshiego Uratę. Nazwa planetoidy pochodzi od Akiry Natori, japońskiego astronoma. Przed nadaniem nazwy planetoida nosiła oznaczenie tymczasowe (5520) 1990 RB.